# 广州号导弹驱逐舰 (160)
“广州”号导弹驱逐舰（舷号160），简称“广州”舰，是中国人民解放军海军一艘051型导弹驱逐舰。该舰是中国051型驱逐舰第一批次从广州造船厂建造的首舰，1974年建造完毕，1977年才交付海军南海舰队使用。
1978年3月9日晚八点四十分左右，广州号驱逐舰在广东湛江麻斜海军基地突然发生爆炸，于当晚十点五十五分沉没。爆炸共造成134人死亡、28人受伤。最初有人怀疑是越南破坏所致，之后经总参谋部、海军、舰队三级联合调查组的调查，普遍认为是舰上正排级干部，负责军火库的中尉赖三羊为泄私愤故意制造的事故。赖在参军之前曾与一名女子交往，但成为军官后与她断绝了关系，这名女子随后自杀。其家人试图起诉赖三羊，因此舰队政治部决定将赖三羊免职并复员。（另一种说法认为，赖实际上涉嫌谋杀该女子，在进一步调查期间被停职，但并未被完全免职）。然而，赖三羊恳求上级不要将其复员，因为回到家乡后，他将因为这起自杀事件而受到仇视。在免去赖三羊的军官职务后，部队并未立即对其进行复员。赖三羊负责管理水雷、深水炸弹、水下武器以及武器库的钥匙。在被免职后，赖躲藏在弹药库内，引爆了深水炸弹，使军舰沉没。关于他如何实现这一点存在争议。有说法认为他破坏了深水炸弹的引爆装置，也有说法称他在舰体上钻洞，导致海水涌入并引发深水炸弹爆炸。
该事件是中华人民共和国海军历史上最严重的一起事故。 “广州”号的沉没造成134名官兵随舰沉没，另有28人受伤。事后几天海军在失事水域共打捞出20多具相对完整的遗骸和6大袋不完整的遗骸。此外，还打捞出了11支56式冲锋枪、9支54式手枪以及一批精密仪器。1979年，沉船被定位，之后拖走拆解。船尾被切割改造成一个浮动码头。
事件后附近一处烈士公墓被选为遇难者安葬地，并立有海军160舰烈士纪念碑。